# Tezcatlipoca

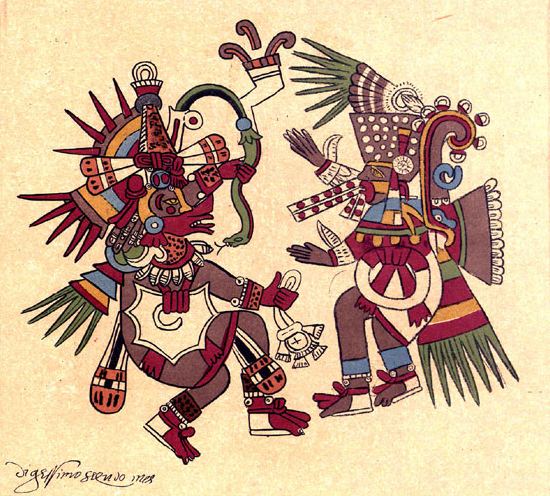
Quetzalcoatl und Tezcatlipoca

Tezcatlipoca war der Gott der Nacht und der Materie der Tolteken und der Azteken. Er wird auch der „Rauchende Spiegel“ genannt, denn er wird mit seinem magischen Spiegel dargestellt, mit dem er in die Herzen und in die Zukunft blickt. Weitere Attribute waren sein Opfermesser aus Obsidian und sein Jaguar-Gewand.
Tezcatlipoca war der Gott des Nordens, der Kälte, des Nachthimmels samt Mond und Sterne, der Farbe Schwarz, der Materie, des Krieges, der Helden, der Versuchung und der schönen Frauen.
Tezcatlipoca war an der Erschaffung der Welt zur Zeit der ersten Sonne beteiligt. Sein Gegenspieler Quetzalcoatl zerstörte diese Welt, aber später vertrieb Tezcatlipoca ihn aus Tollan/Tula.
Einst verführte Tezcatlipoca die Blumengöttin Xochiquetzal, die Schwester von Xochipilli.
Aus der Historia general de las cosas de Nueva España von Bernardino de Sahagún stammt folgender Text über Tezcatlipoca:

„Der Gott Tezkatlipoka, er galt als ein wahrer Gott, unsichtbar, mächtig, jede Stätte zu betreten, die Himmel, die Erde und den Ort der Toten. Man sagte, wenn er auf Erden war, hat er die Menschen zum Krieg angespornt, Feindschaft und Zwietracht gestiftet und viel Angst und Unruhe verursacht. Er hetzte die Völker gegeneinander auf, so dass sie Kriege führten, und darum ward er der 'Feind auf beiden Seiten' geheißen. Er allein verstand, wie die Welt regiert wird, und spendete allein Wohlstand und Reichtum und nahm sie nach seinem Belieben wieder fort; er spendete Reichtümer, Wohlstand und Ruhm, Tapferkeit und Herrschaft, Ehren und Würden und nahm sie wieder fort, wann es ihm gefiel. Darum ward er gefürchtet und verehrt, denn es lag in seiner Macht, zu erheben und niederzuwerfen.“

Eine der wichtigsten Zeremonien der aztekischen Religion war die Opferung eines Jugendlichen, der Tezcatlipoca symbolisierte. Ein Jugendlicher bot sich zum Opfer an, wurde ein Jahr lang als Gott verehrt und spielte während dieser Zeit auf den Straßen Flöte. Am Ende des Jahres musste er die Stufen zum Tempel besteigen und vier Flöten zerbrechen, welche die Himmelsrichtungen symbolisierten. Schließlich legte er sich auf den Opferstein, wo ihm das Herz herausgeschnitten wurde.

## Trivia
- Nach der Gottheit Tezcatlipoca wurde auch der Asteroid (1980) Tezcatlipoca benannt.
- Tezcatlipoca und seine Reliquien, die Obsidianklinge und der rauchende Spiegel, sind Gegenstand der Haupthandlung im Adventure Baphomets Fluch 2.